# Casa Vilamala (Manlleu)
La casa Vilamala és un edifici de Manlleu (Osona) inclòs a l'Inventari del Patrimoni Arquitectònic de Catalunya. Es troba en la plaça de Fra Bernardí.

## Descripció
És un edifici de planta baixa i tres pisos. Les obertures dels dos pisos habitables són balcons amb les baranes de ferro forjat, mentre que al pis superior hi ha una porxada, que tenia funció d'assecador. Tota la façana està decorada per esgrafiats que divideixen els diferents cossos de la façana, tant verticalment (columnes amb fusts estriats i capitells de volutes), com horitzontalment (franges de línies rectes). Els panys de paret estan decorats amb incisions en l'arrebossat imitant carreuons rectangulars ben tallats amb petites rajoles de ceràmica de colors als angles o juntes. Les llindes, els brancals i els ampits de les finestres balcó estan especialment decorades amb esgrafiats de motius vegetals (fulles i flors). A la part superior de la façana, en la línia de separació dels dos pisos, destaquen les representacions de flors i ramatges enllaçats de rajoles i tessel·les de ceràmica

## Història
És una construcció que correspon a l'època de transformació d'antigues cases del nucli urbà de Manlleu, en un temps en què el benefici proporcionat per les indústries i el comerç generava un excedent que s'usava i invertia en la construcció.
La Casa Vilamala va ser construïda pel mestre d'obres Ignasi Mas, nascut a Manlleu i conegut amb el sobrenom de "Nasi paleta". L'encàrrec fou de Joan Vilamala, industrial de Manlleu el nom del qual figura en una llinda a la porta d'entrada al jardí.